# Sumitomo Trust and Banking
Sumitomo Trust & Banking Co., Ltd. est une entreprise japonaise qui fait partie de l'indice TOPIX 100. Elle fournit un assortiment de produits financiers aux clients de détail et de gros, en mettant l'accent sur la gestion d'actifs, le courtage financier et les services immobiliers.
Sa société principale est Sumitomo Mitsui Trust Bank, qui est la plus grande société de fiducie et la cinquième banque du Japon en termes d'actifs.